# Colin Turkington

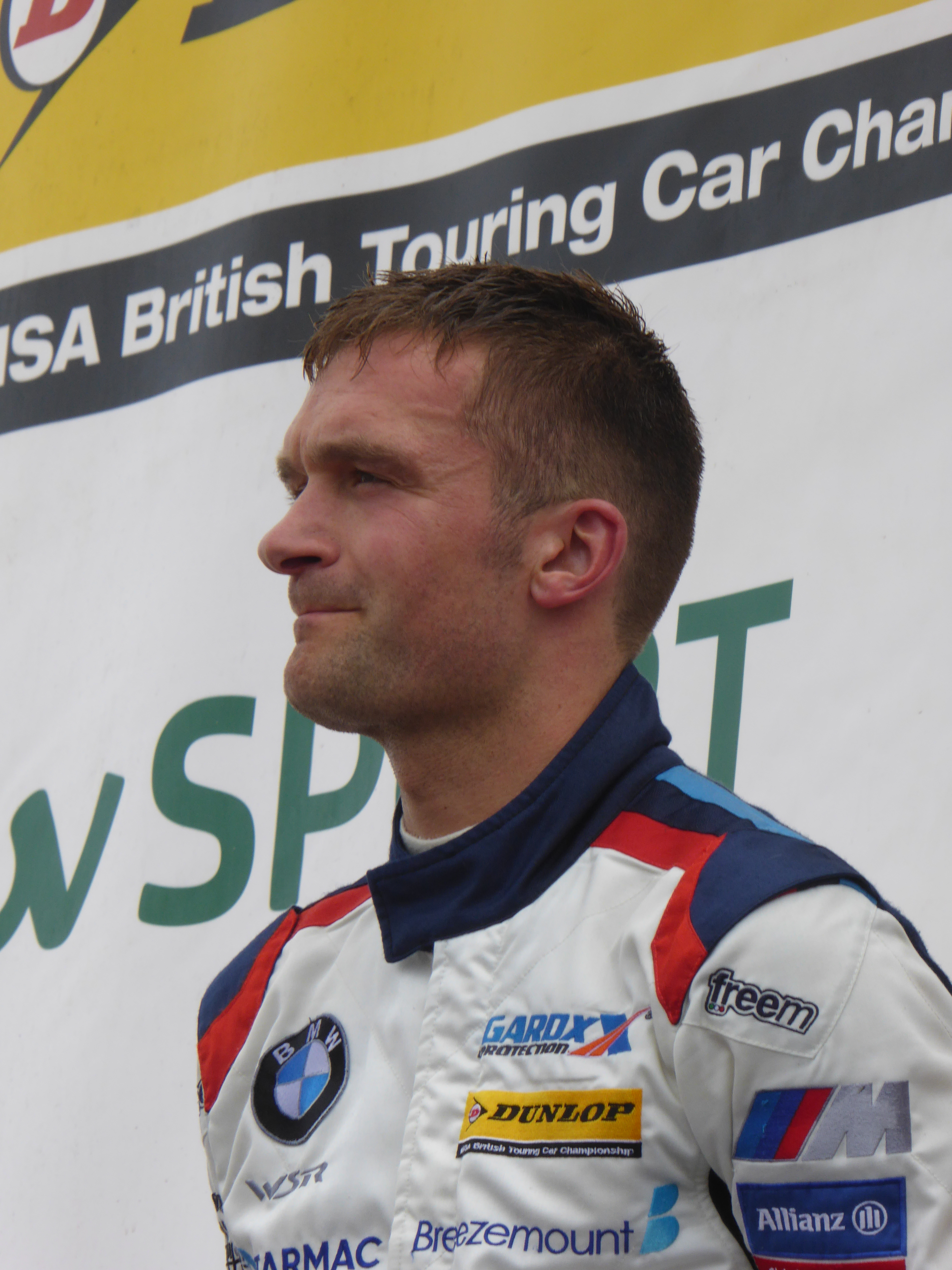
Colin Turkington (2017)

Colin Turkington (* 21. März 1982 in Newry, Nordirland) ist ein britischer Automobilrennfahrer. Er war von 2002 bis 2010 in der British Touring Car Championship (BTCC) aktiv und gewann dort 2009 den Meistertitel. 2011 startete er in der Scandinavian Touring Car Championship (STCC).

## Karriere
Turkington begann seine Motorsportkarriere 1993 im Kartsport, in dem er bis 1995 aktiv war. Anschließend trat er drei Jahre im Offroad Rennsport an. 1999 wechselte er in den Tourenwagensport in den britischen Ford Fiesta Cup. Nachdem er die ersten beiden Saisons in dieser Serie auf dem elften Gesamtrang beendet hatte, gewann er 2001 den Meistertitel.
2002 wechselte Turkington in die British Touring Car Championship (BTCC). Nachdem er 2002 mit einer Podest-Platzierung 14. geworden war, erzielte er 2003 seinen ersten Sieg und schloss die Saison als Achter ab. 2004 wechselte er innerhalb der BTCC zu West Surrey Racing. Er beendete die ersten zwei Saisons für dieses Team auf dem sechsten Meisterschaftsplatz. 2006 erzielte Turkington sein bis dahin bestes Gesamtergebnis in der BTCC. Mit zwei Siegen wurde er Dritter in der Meisterschaft.

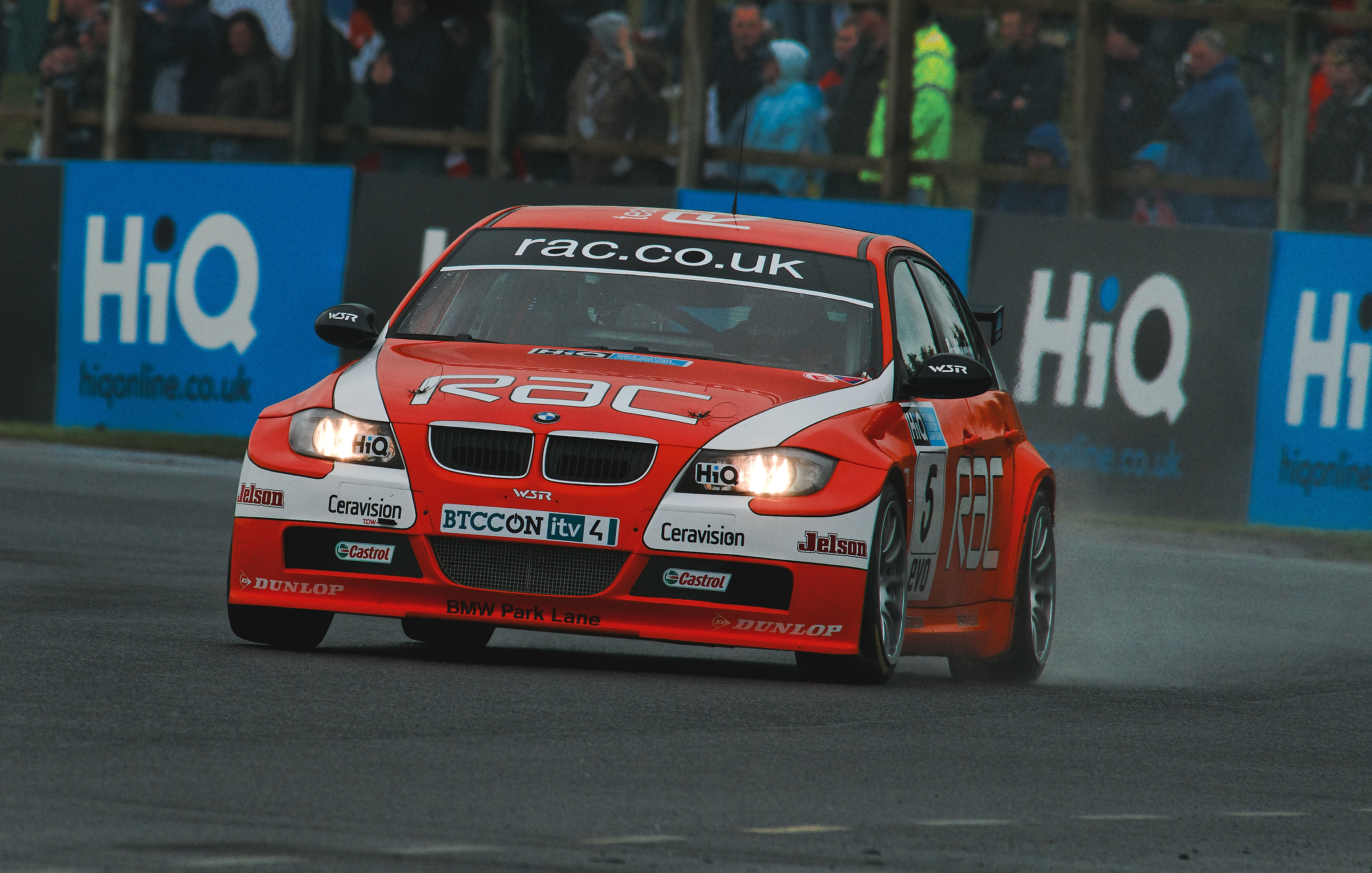
Turkington in der BTCC 2008

2007 entschied Turkington mit drei Siegen zwar mehr für sich als in den vorherigen Saisons, in der Meisterschaft belegte er allerdings den fünften Gesamtrang. Darüber hinaus gab Turkington für West Surrey Racing sein Debüt in der Tourenwagen-Weltmeisterschaft (WTCC). Bereits in seinem ersten Rennen kam er auf dem dritten Platz ins Ziel. Er war in dieser Saison allerdings nicht punkteberechtigt. 2008 konzentrierte sich Turkington wieder auf sein Engagement in der BTCC. Er gewann vier Rennen und wurde Vierter in der Meisterschaft. 2009 entschied Turkington sechs BTCC-Rennen für sich und gewann den Meistertitel mit 275 zu 270 Punkten vor Jason Plato.

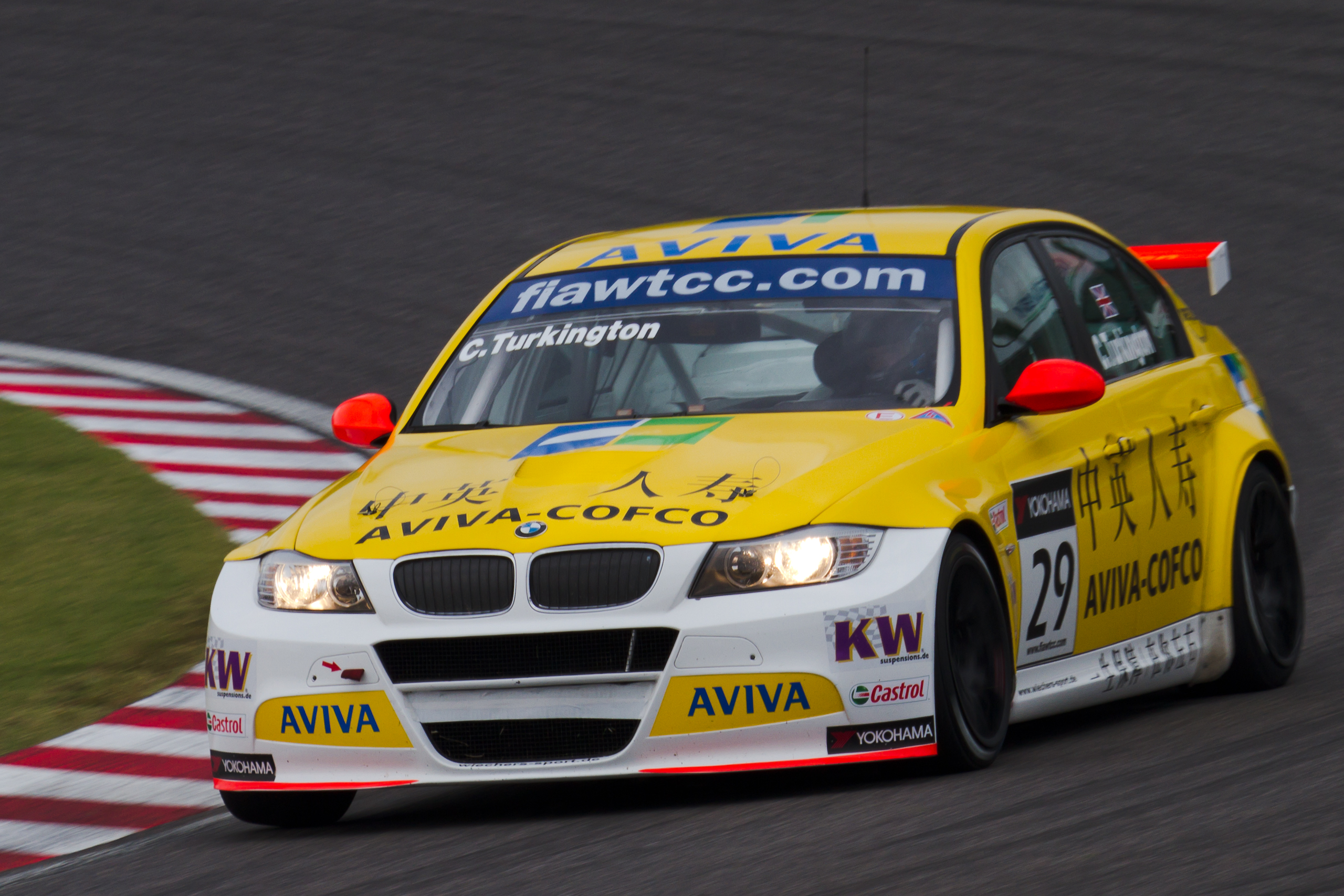
Turkington im WTCC-Qualifying im japanischen Suzuka 2011

2010 verließ Turkington die BTCC und wechselte mit West Surrey Racing in die WTCC, in der er einen BMW 320si fuhr. Er nahm an 5 von 11 Rennwochenenden teil. Nachdem er bereits drei Podest-Platzierungen erzielt hatte, gewann er in Mimasaka sein erstes WTCC-Rennen. Er profitierte dabei von den Disqualifikationen von Augusto Farfus und Andy Priaulx. Die Saison beendete er auf dem zehnten Platz in der Meisterschaft. 2011 wechselte Turkington in die Scandinavian Touring Car Championship (STCC) zu Flash Engineering. Mit drei zweiten Plätzen wurde er Fünfter in der Fahrerwertung und setzte sich auch gegen seinen Teamkollegen Jan Nilsson, der Rennen gewonnen hatte, durch. Außerdem kehrte er 2011 in die WTCC zurück. Für Wiechers-Sport trat er zu drei Rennwochenenden in einem BMW 320 TC an. Dabei erzielte er einen zweiten Platz als bestes Ergebnis und lag am Saisonende auf dem 13. Platz in der Fahrerwertung.

## Karrierestationen
| - 1993–1995: Kartsport - 1996–1998: Offroad Rennsport - 1999: Britischer Ford Fiesta Cup (Platz 11) - 2000: Britischer Ford Fiesta Cup (Platz 11) - 2001: Britischer Ford Fiesta Cup (Meister) - 2002: BTCC (Platz 14) | - 2003: BTCC (Platz 8) - 2004: BTCC (Platz 6) - 2005: BTCC (Platz 6) - 2006: BTCC (Platz 3) - 2007: BTCC (Platz 5) - 2007: WTCC | - 2008: BTCC (Platz 4) - 2009: BTCC (Meister) - 2010: WTCC (Platz 10) - 2011: STCC (Platz 5) - 2011: WTCC (Platz 13) - 2014 BTCC (Meister) |